# Hans Hofer (Politiker, 1863)
Hans Hofer (* 3. März 1863 in Ebreichsdorf, Niederösterreich; † 16. März 1941 ebenda) war ein österreichischer Politiker der Christlichsozialen Partei (CSP).

## Ausbildung und Beruf
Nach dem Besuch der Volksschule wurde er Bauer und später Ökonomierat.

## Politische Funktionen
- 1899–1901: Abgeordneter zum Niederösterreichischen Landtag
- 1901–1907: Abgeordneter des Abgeordnetenhauses im Reichsrat (X. Legislaturperiode)
- 1906–1918: Bürgermeister von Ebreichsdorf
- 1919–1920: Mitglied des Gemeinsamen Landtages von Niederösterreich
- 1920: Mitglied des Landtag von Niederösterreich-Land

## Politische Mandate
- 10. November 1920 bis 18. Mai 1927: Mitglied des Nationalrates (I. und II. Gesetzgebungsperiode), CSP